# توفان تندری
توفان تندری (به انگلیسی: Thunderstorm) که توفان الکتریکی یا توفان آذرخش نیز نامیده می‌شود، نوعی از هوای آشفته است که ویژگی آن حضور آذرخش و اثر صوتی آن در جو زمین به نام تندر است. گاهی توفان‌های تندری نسبتاً ضعیف را رگبار تندری می‌نامند.
ابرهای نسبت داده شده به توفان تندری در هواشناسی، ابرهای کومولونیمبوس هستند. توفان‌های تندری معمولاً با باد شدید همراه هستند و اغلب باران سنگین و گاهی برف تندری، تگرگ‌ریزه یا تگرگ ایجاد می‌کنند، ولی گاهی نیز توفان‌های تندری با باران اندک یا کاملاً بدون بارش رخ می‌دهند. توفان‌های تندری ممکن است در یک ردیف یا به‌صورت نوار باران تشکیل شوند که در این‌صورت به‌نام خط تندوزه شناخته می‌شوند. توفان‌های تندری بزرگ یا شدید برخی از خطرناک‌ترین پدیده‌های وضع هوا مانند تگرگ‌های بزرگ، بادهای قوی و پیچندها را با خود به‌همراه دارند. برخی از توفان‌های تندری مقاوم و شدید به نام توفان چرخشی معروف هستند که مانند یک چرخند گردش می‌کنند. در حالی که بیشتر توفان‌های تندری با جریان متوسط باد در لایه تروپوسفر حرکت می‌کنند، گاهی چینش باد عمودی باعث انحراف مسیر آنها در زاویه قائم نسبت به جهت چینش باد می‌شود.

## ویژگی‌ها
توفان‌های تندری می‌توانند در هر مکان جغرافیایی شکل گرفته و توسعه یابند، اما اغلب در عرض‌های جغرافیایی میانی، جایی که هوای گرم و مرطوب از عرض‌های جغرافیایی مدارگان با هوای خنک تر از عرض‌های جغرافیایی قطبی برخورد می‌کند، روی می‌دهند. این توفان‌ها مسئول توسعه و شکل‌گیری بسیاری از پدیده‌های جوی شدید هستند که می‌تواند بالقوه خطرناک باشد. خسارت‌های ناشی از توفان تندری عمدتاً بر اثر بادهای فروپکشی، تگرگ‌دانه‌های بزرگ و سیل ناگهانی ناشی از بارش سنگین ایجاد می‌شود. سلول‌های نیرومند توفان تندری پتانسیل ایجاد پیچند و پیچند دریایی را دارد.
هرچند توفان‌های تندری بیشتر در بهار و تابستان رخ می‌دهند، ولی ممکن است در هر زمانی در سال اتفاق بیفتند. تمدن‌های گذشته افسانه‌های مختلفی در مورد توفان تندری و توسعه آنها تا اواخر قرن هجدهم داشتند.
هر ساله افراد بسیاری، با وجود هشدارهای پیشین، در توفان‌های تندری کشته شده یا آسیب می‌بینند. توفان تندری بیشتر در مناطق استوایی و حاره‌ای رخ می‌دهد.
برای مطالعه توفان تندری از چندین روش استفاده می‌شود: رادار هواشناسی، ایستگاه هواشناسی و تصویربرداری ویدیویی. توفان‌های تندری علاوه بر اتمسفر زمین، در سیاره‌های مشتری، زحل، نپتون و احتمالاً زهره نیز رصد و مشاهده شده‌اند.

## انواع
سه نوع توفان تندری وجود دارد: تک‌سلولی، چندسلولی و اَبَرسلولی. توفان‌های تندری اَبَرسلولی شدیدترین و قوی‌ترین نوع توفان‌های تندری هستند. سامانه‌های همرَفتی میان‌مقیاس تشکیل‌شده توسط چینش باد عمودی مطلوب در مناطق مدارگان و جنب‌مدارگان ممکن است عامل توسعه و گسترش توفندها باشد. توفان‌های تندری خشک و بدون بارش، به‌دلیل گرمای ایجادشده ناشی از آذرخش ابر به زمین که با این پدیده همراه است، ممکن است باعث آتش‌سوزی جنگل شوند.

## نگارخانه

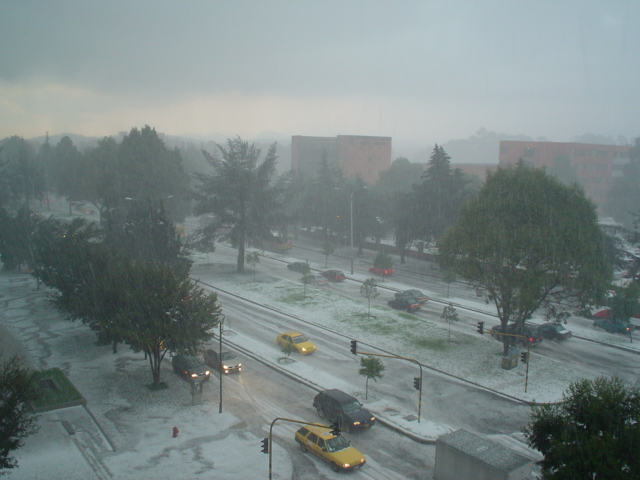
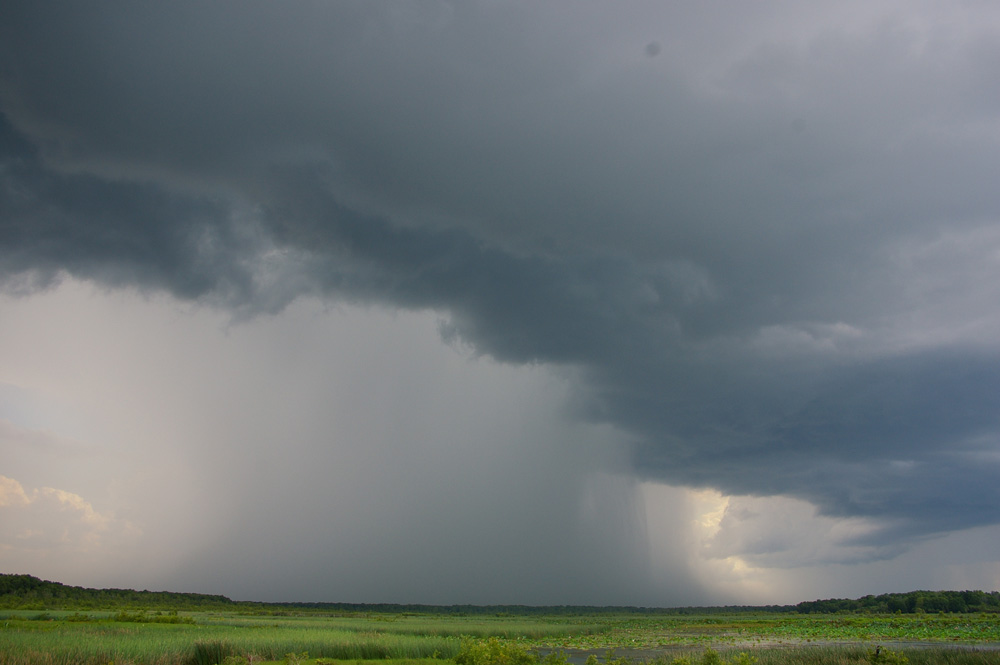
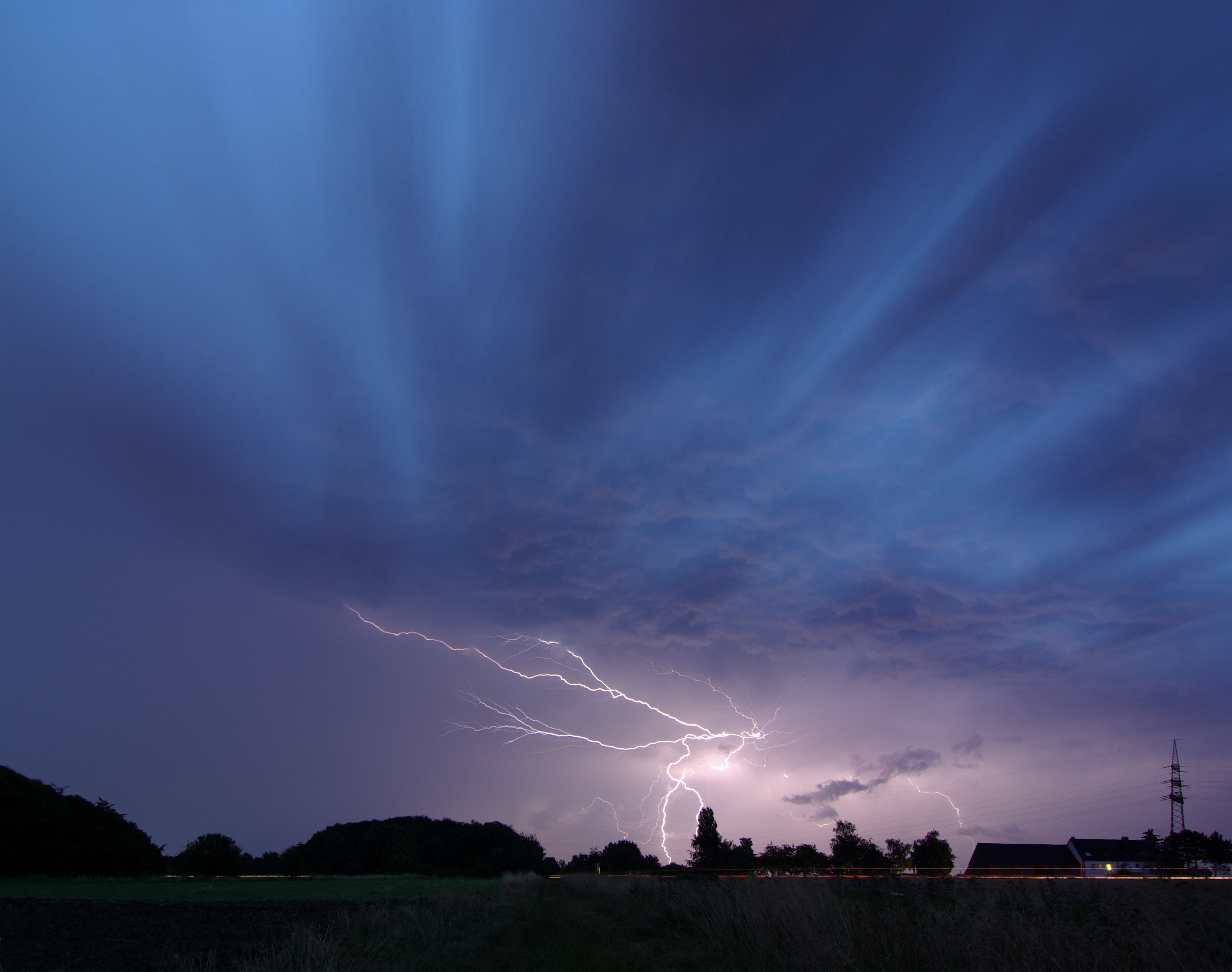

- آذرخش در یک توفان تندری